# Палермо
 Тази статия е за града в Италия.  За квартала на Буенос Айрес вижте Палермо (Буенос Айрес).  
Палѐрмо (на италиански: Palermo, на сицилиански Palermu, Палерму) е пристанищен град в Италия.

## География
Градът е разположен в северната част на остров Сицилия. Главен административен център е на едноименната провинция Палермо на област (регион) Сицилия. Население 675 501 жители (към 31 януари 2006 г.).

## История
Основан е през 8 век пр.н.е. от финикийците. През 12 – 13 век е резиденция на Сицилианското кралство. През 1504 г. влиза в Кралството на двете Сицилии. На 12 януари 1848 г. избухва въстание.

## Архитектура
В Палермо има средновековни паметници с арабски и византийски архитектурни елементи. Романски, готически и барокови дворци и църкви.

## Архитектурни забележителности
- Замъкът „Дзиза“, 11 век
- Дворецът „Палацо Реале“, 11 век
- Капелата „Палатина“, 12 век
- Катедралата „Сан Еремити“, 12 век
- Църквата „Сан Каталдо“, 12 век
- Замъкът „Киарамонте“, 14 век
- Замъкът „Абателис“, 15 век
- Замъкът „Аютамикристо“, 15 век

## Икономика
Палермо е голям търговски, пристанищен и промишлен център. Химическа, тютюнева, електро-техническа, текстилна, корабостроителна, кораборемонтна и хранително-вкусова промишленост. Оптика, фина механика, електроника, туризъм. Университет от 1777 г. Международна аерогара, пристанище и жп гара.

## Спорт
Представителният футболен отбор на града носи името УС Чита ди Палермо. Дългогодишен участник е в италианската Серия А. Има участия и в турнирите на УЕФА.

## Известни личности
Родени в Палермо
- Марио Балотели (р. 1990), футболист
- Паоло Борселино (1940 – 1992), юрист
- Томазо Бушета (1928 – 2000), престъпник
- Нино Вакарела (р. 1933), автомобилен състезател
- Алесандро Калиостро (1743 – 1795), окултист
- Франческо Корао (1922 – 1994), психоаналитик
- Джузепе ди Лампедуза (1896 – 1957), писател
- Луиза Бурбон-Орлеанска (1812 – 1850), кралица на Белгия
- Мария-Каролина от Двете Сицилии (1798 – 1870), принцеса
- Мария-Кристина Бурбонска (1806 – 1878), кралица на Испания
- Виторио Орландо (1860 – 1952), политик
- Джузепе Питре (1841 – 1916), етнограф
- Леандро Ринаудо (р. 1983), футболист
- Сергий I (?-701), папа
- Алесандро Скарлати (1660 – 1725), композитор
- Салваторе Скилачи (р. 1964), футболист
- Джовани Фалконе (1939 – 1992), юрист
- Джузепе Фурино (р. 1946), футболист

Починали в Палермо
- Констанс Сицилианска (1154 – 1198), кралица
- Джузепе Питре (1841 – 1916), етнограф

## Побратимени градове
- Чънду, Китай